# رخداد ۱۳ مه
رخداد ۱۳ مه (به انگلیسی: 13 May Incident) نامی است که به شورش‌های قومی چینی‌ها و مالایی‌ها در کشور مالزی داده‌اند که در ۱۳ مه ۱۹۶۹ در کوالا لامپور اتفاق افتاد و بر اثر آن حداقل ۱۸۴ نفر جان خود را از دست دادند.